# Face to Face
Face to Face – amerykańska grupa punk rockowa, utworzona z inicjatywy Trevera Keitha, Matta Riddle'a i Roba Kurtha.

## Skład zespołu
- Trever Keith – śpiew, gitara
- Chad Yaro – gitara, wokal wspierający
- Scott Shiflett – gitara basowa, wokal wspierający
- Danny Thompson – perkusja

### Byli członkowie
- Mark Haake – gitara (1989–1991)
- Matt Riddle – gitara basowa (1991–1995)
- Rob Kurth – perkusja (1991–1998)
- Jose Medeles – perkusja (1998)
- Pete Parada – perkusja (1999–2003)

## Dyskografia[3]
- Don't Turn Away (1992)
- Big Choice (1995)
- Face to Face (1996)
- Live (1998)
- Ignorance is Bliss (1999)
- Reactionary (2000)
- Standards & Practices (2001)
- Face to Face vs. Drokick Murphys (2002, przy Dropkick Murphys)
- How to Ruin Everything (2002)
- Laugh Now, Laugh Later (2011)